# Kościół Chrystusa Sługi w Poznaniu
Kościół Chrystusa Sługi w Poznaniu – rzymskokatolicki kościół parafialny, zlokalizowany w Poznaniu przy ul. Macieja Palacza 7 na granicy obszarów SIM Górczyn (osiedle samorządowe Górczyn i Łazarz (osiedle samorządowe Św. Łazarz).  

## Historia
Początki budowy świątyni sięgają roku 2003. Parafia pw. Chrystusa Sługi powstała z wydzielenia terytoriów parafii Świętego Krzyża oraz parafii Matki Bożej Bolesnej.

## Architektura
Nowoczesna architektura kościoła nawiązuje do wzorów tradycyjnych. Świątynia składa się z prostokątnego korpusu (nawy), z którego wyrasta niewielka wieża nad portalem głównym. Do kościoła przyłączony jest budynek domu parafialnego. Wnętrze w trakcie wyposażania (2014). Przy kościele ustawiono krzyż misyjny.  
Autorem projektu jest Borys Siewczyński.  